# Paracel-Inseln
Die Paracel-Inseln sind eine Gruppe von Korallenatollen im Südchinesischen Meer.
Regional sind sie als Xisha-Inseln (chinesisch) bzw. Hoàng-Sa-Inseln (vietnamesisch) bekannt – (chinesisch 西沙群島 / 西沙群岛, Pinyin Xīshā Qúndǎo, vietnamesisch Quần đảo Hoàng Sa, Chữ nôm: 群島黄沙).
Die Inseln werden von der Volksrepublik China, Vietnam und Taiwan beansprucht. Durch das Südchinesische Meer und an den Paracel-Inseln vorbei führen wichtige Seestraßen.

## Geografie

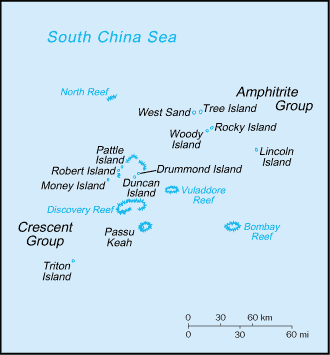
Karte der Paracel-Inseln mit den größten Inseln und Riffen

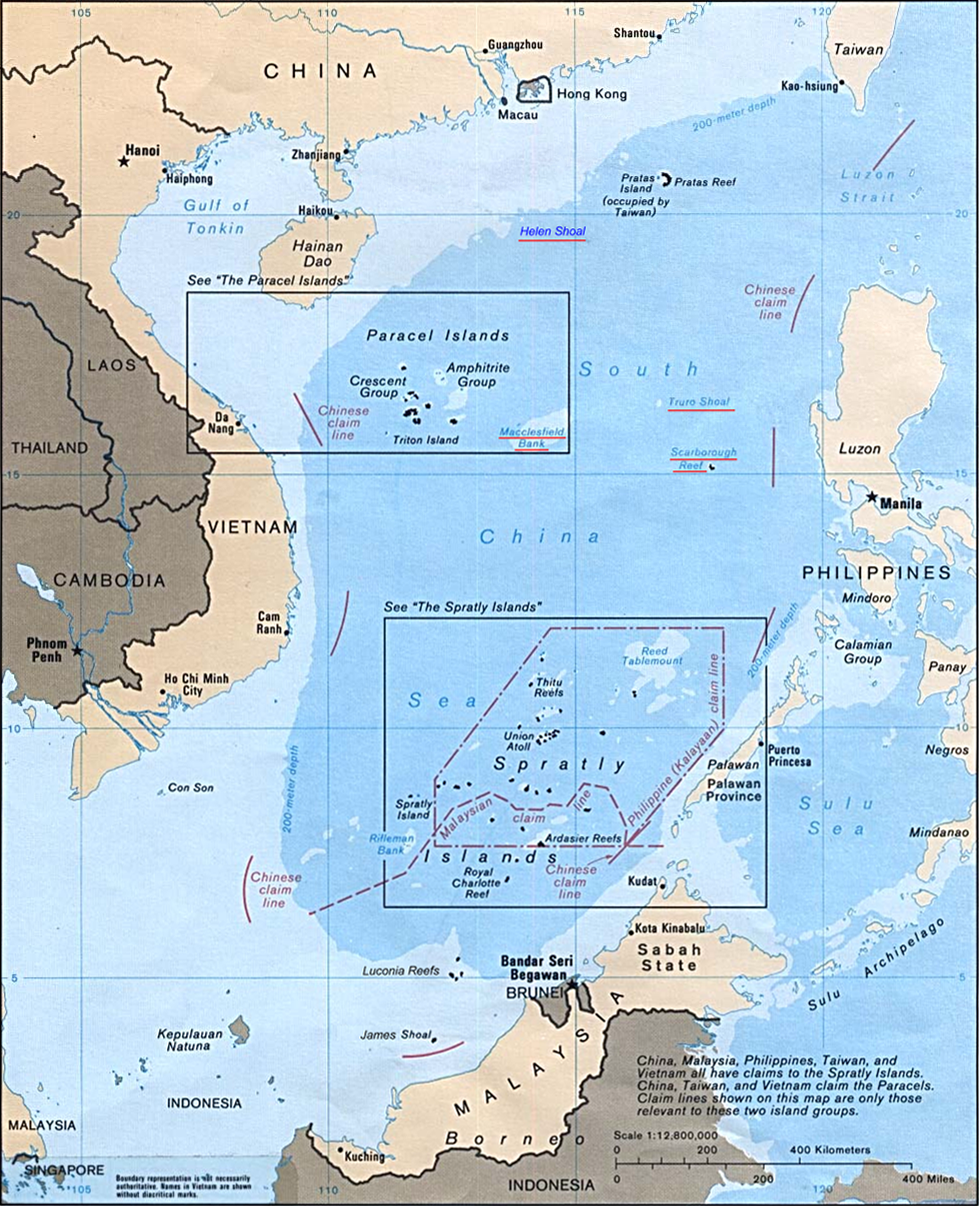
Lage der Paracel-Inseln im Südchinesischen Meer

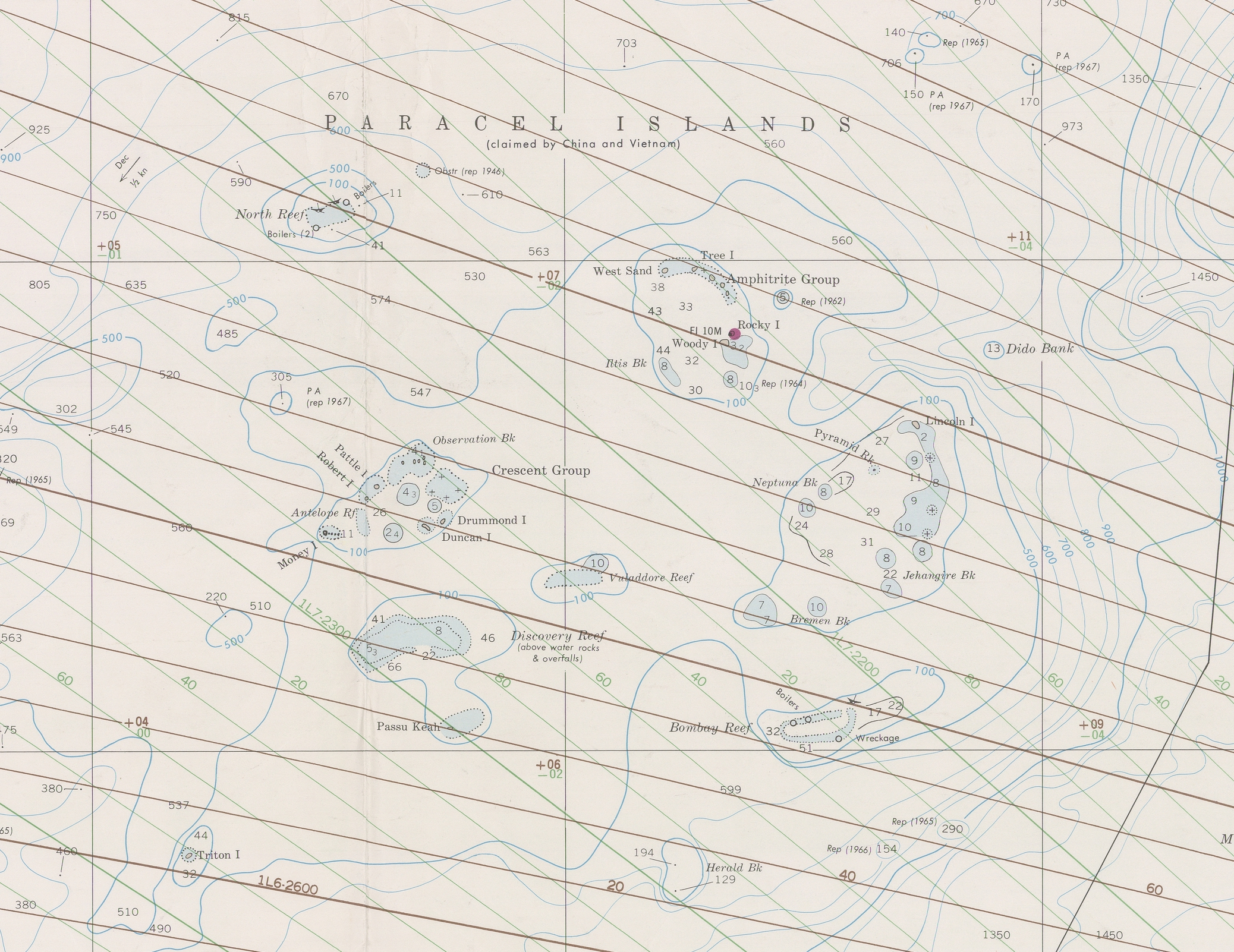
Seekarte der Paracel-Inseln

Die Inselgruppe zählt 130 kleine Koralleninseln und Riffe, verteilt über 15.000 km² Seefläche und umfasst insgesamt 7,75 km² (andere Angaben: 8,7 km²) Landfläche.
Andere Zählungen kommen auf insgesamt 30 Inseln oder auf 22 Inseln, acht Sandbänke und zehn versunkene Atolle, Riffe und Sandbänke, die nur bei Ebbe manchmal kurzzeitig trocken liegen. Sie liegen rund 330 km südöstlich der chinesischen Insel Hainan und 400 km östlich von Vietnam.
Die Inselgruppe wird in zwei Archipele unterteilt: In die Amphitrite-Gruppe im Osten und die Crescent-Gruppe im Westen. Hauptinsel ist die 2,1 km² große Yongxing Dao (Woody Island), die zur Amphitrite-Gruppe gehört.
Auf den Inseln leben 1700 Menschen.
Einige der Inseln und Riffe:
- Amphitrite-Gruppe:
  - Yongxing Dao, (永兴岛), Đảo Phú Lâm, Woody Island: Sitz der Verwaltung
  - Zhaoshu Dao, (赵述岛), Đảo Cây, Tree Island
- Crescent-Gruppe
  - Ganquan Dao (甘泉岛), Đảo Hữu Nhật, Robert Island
  - Yagong Dao (鸭公岛), Đảo Ba Ba, He Duck Island
  - Bei Jiao (北礁), Đá Bắc, North Reef
  - Huaguang Jiao (华光礁), Đá Lồi, Discovery Reef
  - Yuzhuo Jiao (玉琢礁), Đá Chim Én, Vuladdore Reef

## Geschichte

### Vor 1368
Auf den Paracels wurden einige archäologische Fundstücke aus der Tang- und Song-Dynastie ausgegraben, die Hinweise auf eine zumindest zeitweise chinesische Besiedlung der Inseln in dieser Zeit geben. Nach dem Wujing Zongyao, einem Buch, das während der Nördlichen Song-Dynastie im Jahre 1044 veröffentlicht wurde, gehörten die Inseln zum Patrouillengebiet der kaiserlichen Marine der Song-Dynastie.
Im Jahre 1279 schickte Kublai Khan, Kaiser der Yuan-Dynastie, nach seinem Sieg über die Song den berühmten Astronomen Guo Shoujing in das Südchinesische Meer, um die Inseln und das sie umgebende Seegebiet zu erkunden und zu vermessen. Guos Stützpunkt für die Erkundungsfahrten lag auf den Paracel-Inseln. Seine Aktivitäten sind in der Yuan Shi genauestens beschrieben. Nach der Yuan Shi lagen die Inseln des Südchinesischen Meeres innerhalb der Grenzen der Yuan-Dynastie. Karten, die während der Yuan-Zeit publiziert wurden, verzeichnen Changsha (die Paracel-Inseln) und Shitang (die Nansha-Inseln) als Teil des Yuan-Reiches.

### 1368 bis 1912
Lokalchroniken und andere historische Quellen der Ming- (1368–1644) und der Qing-Dynastie (1644–1912) erwähnen die Inseln im Südchinesischen Meer immer wieder als Territorium Chinas. Die damalige Präfektur Qiongzhou (höchste Verwaltungsbehörde des damaligen Hainan) übte in der Ming- und Qing-Zeit die Regierungsgewalt über die Paracel- und die Spratly-Inseln aus. In jener Zeit waren die Inseln nie dauerhaft besiedelt und dienten hauptsächlich als Vorposten für Fischer. Die ersten Europäer vor den Paracels waren französische Seefahrer (ca. 1568). Im Jahre 1816 erklärte der vietnamesische Kaiser Gia Long die Inseln zu vietnamesischem Territorium.
Im Jahre 1883 protestierte die Qing-Regierung massiv gegen Deutschland, als deutsche Schiffe Erkundungsfahrten in die Paracel- und die Spratly-Region unternahmen. In den Jahren 1895 und 1896 sanken das deutsche Schiff Bellona und das japanische Schiff Himeji Maru vor den Inseln. Die Wracks wurden von chinesischen Fischern geborgen und nach Hainan weiterverkauft. Proteste gegen das Verhalten der Fischer wurden von chinesischer Seite mit der Begründung zurückgewiesen, dass die Inseln zu keinem Land gehörten. Im Chinesisch-Französischen Vertrag von 1887 (Frankreich hatte inzwischen Indochina besetzt) wurde ausdrücklich eine Linie der Seegrenzen festgelegt, bekannt als Sino-Tonkin Delimitation Line, nach der alle Inseln östlich der Linie zu China gehören sollten. Die Paracel- und die Spratly-Inseln liegen östlich der Linie. Im Jahre 1910 lud die Qing-Regierung Chinas Kaufleute ein, die Inseln im Südchinesischen Meer zu pachten, zu verwalten und zu entwickeln. Dafür sollte die Regierung die Inseln schützen und die chinesische Souveränität aufrechterhalten.

### 1912 bis 1974
Nach dem Untergang der Qing-Dynastie stellte die neue Regierung der Provinz Guangdong die Paracel-Inseln unter die Verwaltung des Kreises Ya (heute: Stadt Sanya) der damaligen Präfektur Hainan. Während der Republik-Zeit übte China weiterhin seine Hoheitsrechte über die Inseln im Südchinesischen Meer aus, indem es Lizenzen für die Erschließung und Ausbeutung von Rohstoffen, vor allem Guano, an private chinesische Geschäftsleute vergab und indem es gegen ausländische Ansprüche und Besetzungen einiger Inseln protestierte. Der Generalgouverneur von Indochina erklärte im März 1925 die Paracel-Inseln zu französischem Gebiet.
Vom 13. April 1930 bis zum 12. April 1933 standen die Paracel-Inseln unter Verwaltung einer dort stationierten französischen Marine-Garnison.
Am 27. Juli 1932 legte der chinesische Gesandte in Frankreich im Auftrag des chinesischen Außenministeriums einen diplomatischen Protest gegen die französischen Ansprüche auf die Paracel-Inseln beim französischen Außenministerium ein. Am 30. November 1932 schrieb Zhu Zhaoshen, ein hoher Beamter des chinesischen Außenministeriums, an den französischen Konsul in Guangzhou und wiederholte, dass es „absolut jenseits jeden Zweifels ist, dass die Xisha-Inseln innerhalb der Grenzen Chinas liegen“. 1937 erkundete eine französische Mission die Möglichkeiten, auf den Inseln Infrastruktur für den See- und Luftverkehr zu errichten.
Bis zum Jahr 1938 waren die Paracel-Inseln Teil der Provinz Quảng Nam, im März 1938 stellte sie Kaiser Bảo Đại unter die Kontrolle der Provinz Thừa Thiên.
Ungeachtet der wiederholten chinesischen Proteste besetzten französische Truppen am 3. Juli 1938 die Paracel-Inseln. Der Generalgouverneur von Französisch-Indochina erließ Dekret 156/SC, mit dem die délégation administrative des Paracels gegründet wurde. Dies fand kurz nach dem Beginn des Japanisch-Chinesischen Krieges statt, als China hauptsächlich mit dem Widerstand gegen Japan beschäftigt war. Drei Tage später, am 6. Juli, protestierte das japanische Außenministerium:

„Die Erklärungen, die Großbritannien und Frankreich jeweils in den Jahren 1900 und 1921 abgegeben haben, stellten bereits fest, dass die Xisha-Inseln Teil der Präfektur Hainan sind. Daher sind die aktuellen Ansprüche, die von Annam oder Frankreich auf die Xisha-Inseln erhoben werden, völlig ungerechtfertigt.“

Während des Zweiten Weltkriegs vertrieb Japan die französischen Truppen und besetzte die Inseln. Nach dem Ende des Krieges übernahm die Republik China auf Taiwan im Oktober und November 1946 die Paracel-, die Spratly- und andere Inseln im Südchinesischen Meer. Japan verzichtete offiziell 1952 auf die Inseln. Die Franzosen unterhielten nun eine Garnison auf Shanhu Dao (Pattle Island), die 1956 von südvietnamesischen Truppen übernommen wurde. Im gleichen Jahr besetzen Truppen der Volksrepublik China den östlichen Teil der Inselgruppe.
Am 13. Juli 1961 erließ Präsident Ngô Đình Diệm Dekret 175-NV, wodurch die Inseln zur Gemeinde Định Hải im Bezirk Hòa Vang der Provinz Quảng Nam organisiert wurden, mit dem Dekret 709-BNV-HC vom 21. Oktober 1969 vereinigte die Regierung der Republik Vietnam die Gemeinde Định Hải mit der ebenfalls im Bezirk Hoà Vang gelegenen Gemeinde Hòa Long
Am 15. Januar 1974 landeten chinesische Truppen auf den westlichen Inseln und besiegten die vietnamesischen Kräfte.

### Ab 1974
Seit 1974 hält die Volksrepublik China die Paracel-Inseln, ungeachtet der Ansprüche der anderen Anrainerstaaten, besetzt.
Seit den 2010er stellt China seine Herrschaft über die Inselgruppe klar heraus. Gleichzeitig sind die USA und Anrainer bestrebt, genau diese Herrschaft nicht anzuerkennen.
- 2014 gab der staatliche chinesische Ölkonzern CNPC bekannt, dass seine Bohrplattform bei den Paracel-Inseln Öl- und Gasvorkommen gefunden habe.
- Ende Januar 2016 durchquerte der US-amerikanische Zerstörer Curtis Wilbur weniger als 12 Seemeilen von Triton Island entfernt die Gewässer der Paracel-Inseln. Die Volksrepublik China protestierte daraufhin, da chinesische Hoheitsgewässer verletzt worden seien. Sprecher des Pentagon erwiderten, dass die Vereinigten Staaten bei den territorialen Konflikten im Südchinesischen Meer keine Parteinahme ergreifen, aber deutlich machen wollten, dass die USA „exzessive Seegebietsansprüche“ der Konfliktparteien, die die „Schifffahrtsrechte und Freiheiten“ einschränkten, nicht anerkennen würden.[12]
- Am 17. Februar 2016 erklärte die Regierung der Republik China auf Taiwan, dass aktuell aufgenommene Satellitenbilder zeigten, dass die Volksrepublik China auf Woody Island (Yongxing Dao), einer der Paracel-Inseln, Luftabwehrraketen-Einrichtungen installiert hätte. Der Oberkommandierende des United States Pacific Command Harry B. Harris bestätigte die Meldung und sprach von einer „Militarisierung des Südchinesischen Meers“, die zu unterlassen Präsident Xi Jinping eigentlich versprochen habe. Auch Japan äußerte sich besorgt.[13]
- Am 18. Mai 2018 berichtete die Asia Maritime Transparency Initiative, dass – vermutlich erstmals – chinesische Kampfjets und Bomber, darunter der atomwaffentragfähige Typ Xian H-6, auf den Paracel-Inseln gelandet seien. Einige Wochen zuvor wurde berichtet, dass China ein Raketenabwehrsystem auf den ebenfalls umstrittenen Spratly-Inseln im Südchinesischen Meer installiert habe.[14]
- Im Juli 2020 schickte die US Navy die Flugzeugträger USS Ronald Reagan und USS Nimitz mit vier weiteren Kriegsschiffen zu den Inseln, um im dortigen Seegebiet Übungen durchzuführen. Dies sollte US-Partnern zeigen, dass sich die USA für die regionale Sicherheit und Stabilität einsetzten, und war eine Antwort auf mehrtägige Militärübungen Chinas nahe der Paracel-Inseln.[15]
- 2023 begann China einen Flugplatz auf der Insel Triton zu errichten.[16]
- Anfang Mai 2024 durchquerte der US-amerikanische Zerstörer Halsey die Gewässer der Paracel-Inseln. Die Volksrepublik China sah dies als Verletzung seiner Hoheitsgewässer an. Daraufhin entsandte China Kräfte seiner Marine und Luftwaffe, um das US-amerikanische Kriegsschiff zu überwachen und aus den Gewässern der Paracel-Inseln wegzuleiten. Die USA bestätigten die Durchfahrt des Schiffes, sie bezeichneten die chinesischen Ansprüche im südchinesischen Meer als unrechtmäßig und als eine Bedrohung für die Freiheit der Meere. Infolge des Geschehnisses bezeichnete der chinesische Militärsprecher Tian Junli die USA als „größten Zerstörer von Frieden und Stabilität in der Region“.[17][18]

## Administrative Gliederung
Der östliche Teil der Inselgruppe steht seit 1956, der westliche Teil seit 1974 unter Kontrolle der Volksrepublik China. Die Inseln sind Teil der bezirksfreien Stadt Sansha in der Provinz Hainan – sie untergliedern sich in zwei Einwohnergemeinschaften und fünf Dörfer. Außer Yonglequndao und Jinqing, die dem „Arbeits- und Verwaltungskomitee Yongle Qundao“ (永乐群岛工委、管委会) unterstehen, sind alle Verwaltungseinheiten der Stadtregierung von Sansha direkt unterstellt.
- Einwohnergemeinschaft Yongxing (永兴社区), auf Yongxing Dao, Sitz der Stadtregierung
- Einwohnergemeinschaft Yonglequndao (永乐群岛社区), auf Jinqing Dao
- Dorf Jinqing (晋卿村), auf Jinqing Dao;
- Dorf Lingyang (Sansha) (羚羊村), auf Kuangzai Shaozhou
- Dorf Qilianyu (七连屿村), auf Zhaoshu Dao
- Dorf Yagong (鸭公村), auf Yagong Dao
- Dorf Yongxing (永兴村), auf Yongxing Dao

Aus vietnamesischer Sicht wären die Paracel-Inseln als Bezirk Hoàng Sa Teil der Stadt Đà Nẵng. Die Fläche der Inseln (inklusive Hoheitsgewässer) beträgt 305 km², sie machen damit 24,29 % der Gesamtfläche der Stadt aus.
Seit der Besetzung des westlichen Teils der Inselgruppe 1974 durch China gibt es keine vietnamesische Verwaltung auf der Inselgruppe mehr.

## Allgemeines
Der Name Paracel ist portugiesischen Ursprungs und erschien im 16. Jahrhundert auf portugiesischen Karten.
Trotz häufiger Wirbelstürme und tropischen Klimas zeigen Vietnam und beide chinesische Staaten großes Interesse an den Inseln, weil man in ihrem Bereich Öl- und Gasvorkommen vermutet.
Die VR China baute auf den Inseln Hafenanlagen, einen Flughafen und errichtete ein Mobilfunknetz.
Daneben finden sich auch zahlreiche Schiffswracks mit wertvoller historischer Ladung, hauptsächlich chinesische Exportprodukte der Song-, Yuan- und Ming-Zeit.
Das größte Blaue Loch (Blue Hole) der Welt befindet sich 9 km nördlich der Drummond-Insel. Die Drummond-Insel befindet sich im Südosten der Crescent-Gruppe, im zentralen Bereich der Paracel-Inseln.
Es wird Drachenloch (Dragon Hole) oder Yongle Blue Hole – nach dem dritten Ming-Kaiser – genannt. Es ist über 300 m tief, hat einen Durchmesser von bis zu 130 m und wurde in den Jahren 2015/16 ausführlich von chinesischen Wissenschaftlern erforscht, dabei wurden über 20 neue Arten entdeckt.